# IFK Skövde Fotboll
IFK Skövde Fotboll är en fotbollsklubb i Skövde, grundad 1907. Föreningen spelar säsongen 2025 med sitt representationslag i Ettan Södra. Föreningen har en stor ungdomsverksamhet med cirka 600 ungdomar och 100 ledare. 
Klubben hemmahör vanligtvis på Lillegårdens IP där dess klubbstuga finns belägen, men spelar sina hemmamatcher på Södermalms IP. 

## Skadevi Cup
Skadevi Cup är en fotbollscup som spelas varje år helgen efter midsommar. Cupen innefattar årligen ca 300 lag och är en av Skövdes största evenemang under året. Under Skadevi Cup 2019 deltog lag från Sverige, Norge & Spanien i cupen. 

## Spelare

### Spelartruppen
(L) - Inlånad spelare
| Nummer      | Land      | Spelare               | Födelsedatum      | Kom från            | Moderklubb           |           |
| Målvakter   | Målvakter | Målvakter             | Målvakter         | Målvakter           | Målvakter            | Målvakter |
| ----------- | --------- | --------------------- | ----------------- | ------------------- | -------------------- | --------- |
| 1           | Sverige   | Linus Norrgård        | 24 april 2002     | IFK Haninge         | Skogås-Trångsunds FF |           |
| 31          | Sverige   | Ammar Ibrahimovic     | 29 maj 2000       | Qviding FIF         | IFK Skövde           |           |
| 32          | Sverige   | Aldin Kikic           | 23 april 2006     | IFK Skövde U        | Skövde AIK           |           |
| Försvarare  |           |                       |                   |                     |                      |           |
| 2           | Sverige   | William Sonntag       | 23 augusti 2001   | IF Karlstad Fotboll | Erikslunds KF        |           |
| 3           | Sverige   | Edwin Mahisa          | 27 mars 1999      | Landvetters IS      | Enskede IK           |           |
| 15          | Sverige   | Jacob Sundelius       | 15 mars 1997      | Skövde AIK          | Värings GoIF         |           |
| 19          | Sverige   | Christian Marigliano  | 13 september 1999 | IF Karlstad Fotboll | Edsvalla IF          |           |
| 25          | Sverige   | Erik Ljungkvist       | 27 februari 2006  | IFK Skövde U        | IFK Skövde           |           |
| 27          | Sverige   | Zack Lindgren         | 13 december 1998  | Vasalunds IF        | AFC United           |           |
| Mittfältare |           |                       |                   |                     |                      |           |
| 4           | Sverige   | Edvin Eriksson        | 2 november 2002   | BK Forward          | IFK Skövde           |           |
| 5           | Belgien   | Djersey Mbuyi Kabong  | 20 oktober 1996   | RRC D’Etterbeek     | Belgien              |           |
| 6           | Sverige   | Alexander Gerhardsson | 17 juni 1997      | Skövde AIK          | Axvalls IF           |           |
| 7           | Sverige   | David Björnsson       | 25 oktober 2002   | Grebbestads IF      | Kungshamns IF        |           |
| 8           | Sverige   | Lawan Homi            | 18 juli 2000      | IK Tord             | IFK Skövde           |           |
| 10          | Sverige   | Bilos Yonakhir        | 4 augusti 1993    | Skövde AIK          | IFK Skövde           |           |
| 11          | Sverige   | David Frisk           | 14 augusti 2002   | Skövde AIK          | Ulvåkers IF          |           |
| 13          | Sverige   | Melvin Korpås         | 9 oktober 2005    | Norrby IF           | Alingsås IF          |           |
| 14          | Sverige   | Juan Rodriguez Sastre | 25 juni 2005      | Skövde AIK          | IFK Skövde           |           |
| 29          | Sverige   | William Olsson        | 14 februari 2004  | Strömtorps IK       | Degerfors IF         |           |
| Anfallare   |           |                       |                   |                     |                      |           |
| 9           | Sverige   | Edin Salihovic        | 23 januari 1998   | IFK Tidaholm        | Töreboda IK          |           |
| 18          | Sverige   | Lorik Bunjaku (L)     | 17 januari 2007   | Degerfors IF        | IFK Mariestad        |           |
| 21          | Sverige   | Axel Axelsson         | 16 september 2002 | Tidaholms GoIF      | Tidaholms GoIF       |           |
| 23          | Sverige   | Ninous Mama           | 30 januari 2007   | IFK Skövde U        | Skövde AIK           |           |

### IFK-profiler
- Oscar Wendt - (IFK Göteborg)
- Sargon Abraham - (Skövde AIK)